# Вільгельм II (граф Неверський)
Гільйом II (фр. Guillaume II de Nevers; бл. 1083 — 20 серпня 1148) — граф Неверський, Осерський і Тоннерський приблизно з 1097. Син Рено II, графа Осера, Невера і Тоннеру, і Агнес де Божансі, дочки сеньйора де Божансі Ланселіна II, представник Неверського дому.

## Біографія

Карта хрестового походу 1101 року

Гільйом успадковував своєму батькові Рено II в об'єднаному графстві Невір, Осер і Тоннер. Можливо, Тоннер він отримав після смерті свого дядька Гільйома II, який міг померти пізніше, ніж Рено. Останній міг померти раніше свого батька Гільйома I, тому, за однією з версій, Гільйом міг успадковувати своєму дідові.
Після взяття Єрусалима в 1101 Гільйом і його брат Роберт, сеньйор де Ліньї-ле-Шато, з п'ятнадцятитисячною армією вирушили до в Єрусалимського королівства для його підтримки. Їх військо об'єдналося з армією графа Тулузи Раймундом IV, графом Бургундії Етьєном I і Етьєном II де Блуа. Армія Гільйома була недостатньо сильною, щоб взяти добре укріплену Конью, після чого він вирушив в напрямку Кілікії. Але в Гераклеї в серпні 1101 Гільйом потрапив в засідку. Його армія була розгромлена турками-сельджуками, очолюваними Килич-Арсланом I.
Гільйом був одним з небагатьох, що залишилися в живих хрестоносців, яким вдалося втекти з поля бою з Тарсус. Ймовірно, брат Гільйома був убитий. Кілька тижнів потому Гільйом досяг Антіохії разом з Жосленом I, графом Едессї і Гільйомом IX, герцогом Аквітанії. Незабаром він повернувся на батьківщину. В 1102 хрестоносці ще раз спробували досягти Єрусалима, проте також зазнали повної поразки.
В 1106 році був убитий в монастирській церкві абат Везле Арто, але вбивці залишилися безкарними.
1115 року Гільйом переконав короля Франції Людовика VI розірвати мир з королем Англії Генріхом I і підтримати претендента на англійський престол Вільгельма Клітона. Проте вже через чотири роки Людовик зазнав поразки в битві при Бремюле.
Гільйом II боровся проти Томаса де Кусі, а потім проти свого сусіда Тібо, графа Блуа і Шартра, але в результаті потрапив у полон, в якому пробув до 1119 року. У тому ж році Гільйом II спробував захопити землі абатства Везле, що викликало невдоволення єпископа Невера. Пізніше конфлікти з абатством у графа виникали постійно. В 1124 Гільйом приєднався до війська короля Франції в Лотарингії проти імператора Генріха V.
В 1132 абат Везле Рено де Семюр, брат Гуго де Семюр, абата Клюні, оголосив про закінчення будівництва абатства. Монах Понс з Монбуасьє, брат Пьотра Високоповажного на відміну від свого брата, був за характером більше феодальним бароном, ніж духовним діячем. Під час його правління Гільйом часто конфліктував з абатством.
Гільйом II був особистим другом короля Франції Людовика VII. Коли той в 1147 році готувався вирушити в другий хрестовий похід, він вирішив залишити регентом королівства Гільйома. Гільйом відмовився, але виторгував собі прощення за дії проти абатства Везле. Також він послав в хрестовий похід свого сина Рено, де той і помер. Гільйом помер наступного року, а його володіння перейшли до старшого сина Гільйома.

## Шлюб та діти
Дружина з 1116: Аделаїда. Діти:
- Гільйом III (бл. 1110 — 21 листопада 1161), граф Невера, Осера и Тоннера з 1148.
- Рено (пом. бл. 1148, Лаодікія), учасник Другого хрестового походу.
- Роберт (пом. після 1134).
- Анна; чоловік — Гільйом VII (пом. бл. 1169), граф Оверні.